# Уилкинс, Тоби
Тоби Уилкинс (англ. Toby Wilkins, р. 27 мая 1972) — британский кинорежиссёр. Наиболее известен полнометражными фильмами «Заноза» и «Проклятие 3», также имеет несколько наград за короткометражные фильмы.

## Фильмография

### Режиссёрские работы
- 2009: «Проклятие 3»
- 2008: «Заноза»
- 2007: «Devil’s Trade» FEARnet web series
- 2006: «Kidney Thieves», короткометражный фильм
- 2006: «Tales from the Grudge» web series
- 2005: «Staring at the Sun», короткометражный фильм
- 2002: «I Lost 20 lbs in Two Months, Ask Me How», короткометражный фильм
- 2000: «The Unbreakable Likeness of Lincoln», короткометражный фильм

### Продюсерские работы
- 2008: «Irish Twins», короткометражный фильм
- 2006: «Kidney Thieves», короткометражный фильм
- 2002: «I Lost 20 lbs in Two Months, Ask Me How», короткометражный фильм
- 2000: «The Unbreakable Likeness of Lincoln», короткометражный фильм